# Обстріли Середино-Будської міської громади
Обстріли Середино-Будської міської територіальної громади — серія обстрілів та авіаударів російськими військами території міста Середина-Буда та населених пунктів Середино-Будської міської громади Шосткинського району (колишнього Середино-Будського району) Сумської області в ході повномасштабного російського вторгнення в Україну.
Наказом Міністерства з питань реінтеграції тимчасово окупованих територій України територія громади з 24 травня 2022 року була внесена до оновленого переліку територій України, де тривають бойові дії, або які перебувають в окупації російських військ. Жителям громади, зареєстрованим як внутрішньо переміщені особи (ВПО), здійснюватимуться виплати.

## Історія

### 2022

#### 17 травня
За інформацією голова Сумської ОВА Дмитра Живицького близько 14 години 17 травня, війська РФ з автоматичної зброї та мінометів почали обстрілювати околиці м. Середина-Буда. Також ворог спробував прорвати державний кордон у районі Середино-Буди. Внаслідок обстрілу осколкові порання отримав 27-річний місцевий житель, також пошкоджено будинок. Вздовж державного кордону України спалахнули пожежі, спричинені обстрілами.
Провокаційні обстріли з території Росії продовжувалися ще декілька годин.
За процесуального керівництва Шосткинської окружної прокуратури розпочато досудові розслідування за фактами порушення законів та звичаїв війни (ч. 1 ст. 438 КК України).

#### 18 травня
Зі сторони Росії військовики РФ двічі відкривали вогонь з мінометів та артилерії по території Шосткинського району, повідомив голова Сумської ОВА Дмитра Живицького. Постраждала природа біля Середини-Буди. Людський втрат не було.

#### 19 травня
За оперативною інформацією від Генерального штабу ЗСУ, станом на 18:00 19 травня, російські військові обстріляли з артилерії та мінометів прикордонне місто Середина-Буда.

#### 20 травня
За інформацією оперативного командування «Північ» близько 14:50 з території Росії були зафіксовані 4 мінометні обстріли в районі Середино-Буди.

#### 27 травня
У ніч з 26 на 27 травня, за інформацією голови Сумської ОВА Дмитра Живицького, щопівгодини лунали постріли з міномету по території Шосткинського району. Були пошкоджені приватні будинки мирних мешканців на околицях Середино-Буди. Постраждалих не було.
Вдруге за добу з 16:25 до 16:45 27 травня знову почалися обстріли. З території РФ в напрямку Середина-Буда, за повідомленням ОК «Північ», було зафіксовано 11 приходів, очевидно, з міномету калібру 120 мм. Інформації про загиблих та поранених серед місцевого населення та щодо пошкодження цивільної інфраструктури не було.

#### 30 травня
З 7:30 до 8 годин ранку 30 травня, за інформацією голови Сумської ОВА Дмитра Живицького, росіяни здійснили 11 пострілів із міномету із території РФ по територіях Середино-Будської громади Шосткинського району. За даними ДПСУ, під час обстрілів військові ЗС РФ застосували артилерійські снаряди, начинені флешетами. Сталеві стержні з російських снарядів пошкодили будівлі та майно жителів у Шосткинському районі. За інформацією Сумської обласної прокуратури, снарядами, які були начинені гострими цвяхоподібними металевими дротиками — флешетами — посічено чотири будинки мирних жителів.
Ввечері, вдруге за добу 30 травня росіяни знову обстріляли. Українські прикордонники зафіксували понад 20 розривів боєприпасів, випущених ворожою артилерією з боку російського села Зернове по інфраструктурі одного з населених пунктів неподалік кордону.

#### 31 травня
З 17:15 до 18:15, за інформацією ОК «Північ», було зафіксувано 16 вибухів по околицях Середино-Буди та села Прогрес. Попередньо вогонь вівся з міномета близько години з боку Росії. Втрат серед особового складу та техніки не було. Інформація щодо загиблих, поранених серед місцевого населення та пошкодження цивільної інфраструктури, попередньо, також не було.

#### 1 червня
Росіяни з 00.30 по 2 години ночі 1 червня, за інформацією Генштабу ЗСУ, вогнем артилерії завдали ураження у районі міста Середина-Буда Сумська області.

#### 2 червня
У ніч з 1 на 2 червня, за інформацією Генштабу ЗСУ, з території Росії з мінометів були обстріляні місто Середина-Буда та село Прогрес на Сумщині.

#### 7 червня
Близько 5 ранку 7 червня росіяни сім разів обстріляли місто Середино-Буду з міномета. Потім почався артилерійський обстріл, повідомив голова Сумської ОВА Дмитро Живицький. На місці пошкоджених будинків тривала пожежа. Як уточнили в ОК «Північ» було пошкоджено щонайменше 6 будинків, господарча споруда, автомобіль та гараж, там також тривали пожежі. Також ворогом пошкоджена лінія електропередач.
За інформацією ДПСУ, обстріл вівся, попередньо, з мінометів калібру 120 мм та ствольної артилерії з боку села Зернове Брянської області. Попередньо — загиблих та поранених серед місцевого населення не було. За повідомленням ДСНС у Сумській області, 96-річну жінку доправили до лікарні. Вона разом з сином знаходилася в будинку під час обстрілу. Він згорів повністю. За процесуального керівництва Шосткинської окружної прокуратури проводиться досудове розслідування за фактом порушення законів та звичаїв війни (ч. 1 ст. 438 КК України). Досудове розслідування здійснюється слідчими Шосткинського відділу поліції Головного управління Нацполіції в Сумській області під процесуальним керівництвом прокуратури.

#### 8 червня
Близько 15.00 військові РФ відкрили мінометний вогонь та кулеметні черги по території Середино-Будської громади, повідомив голова ОВА Дмитро Живицький. Було шість прильотів. Також прослуховувались кулеметні черги. Ворог потрапив у господарську цивільну споруду.

#### 10 червня
Близько 3 години ночі з 9 на 10 червня прикордонники зафіксували три мінометні обстріли прикордоння Сумщини. Військові РФ випустили по території Середино-Будської громади близько 20 мін калібру 120 мм з боку російських населених пунктів Зернове та Страчово Брянської області. За інформацією голови Сумської ОВА Дмитра Живицького жертв та руйнувань не було.

#### 19 червня
З 4 до 5 години ранку військові ЗС РФ відкривали вогонь зі своєї території по Середино-Будській громаді. Стріляли з міномета по житлових кварталах міста Середина-Буда. В результаті обстріл, що знову почався близько 7-ї години ранку було пошкоджено щонайменше 10 приватних будинків цивільних мешканців, господарчі споруди. повідомив голова Сумської ОВА Дмитро Живицький. Один будинок зруйновано внаслідок пожежі після влучання ворожого боєприпасу. За інформацією ОК «Північ», було зафіксовано 13 вибухів на напрямку Середина-Буда з території РФ. Обстріл вівся з міномету, попередньо 120 мм калібру. Втрат серед особового складу та техніки не було. За інформацією прокуратури, через обстріли розпочалася пожежа. Вогнем було знищено житловий будинок, пошкоджено іще щонайменше 9 будинків, господарчі споруди тощо. 48-річна цивільна жінка дістала тілесні ушкодження. Також унаслідок обстрілів пошкоджено електроопору та обірвано дроти. Як повідомила ДПСУ, також кілька розривів зафіксовано в районі місцевого пункту пропуску, який вже тривалий час не функціонує.
Після 12 години дня (вдруге за добу) Середино-Будська громада знову була під ворожими обстрілами. По обіді російські війська відкрили мінометний вогонь: 10 влучань по території громади, 3 з них — по території самого міста. За попередніми даними жертв не було, інформація про руйнування уточнюється.

#### 20 червня
Приблизно о 6 годині ранку військові ЗС РФ зі своєї території обстріляли артилерійським вогнем Середино-Будську громаду – 30 влучань, повідомив голова Сумської ОВА Дмитро Живицький. Після 18 години вдруге за день знову почався обстріл Середино-Будської. Російські війська вели вогонь зі ствольної та реактивної артилерії. Усього зафіксовано 28 «прильотів», жертв чи руйнувань не було. За інформацією ДПСУ, протягом дня військовослужбовці ЗС РФ зі своєї території нещадно розстрілювали прикордоння Сумщини з мінометів, ствольної артилерії та реактивних систем залпового вогню.

#### 23 червня
Після 20 години вечора по Середино-Будській громаді військові РФ відкрили мінометний вогонь: близько 20 вибухів. Інформації про постраждалих та руйнування не було.

#### 5 липня
Два приватні будинки та лінія електропередач були пошкоджені в Середино-Буді у результаті обстрілів військовими РФ. Зранку по околицях населеного пункту було 8 мінометних влучань та 12 — із САУ, повідомив голова Сумської ОВА Дмитро Живицький. О пів на шосту вечора чотири міни ще раз прилетіло на територію Середино-Будської громади.

#### 13 липня
Опівдні росіяни обстріляли села Дружбівської та Середино-Будської громад з реактивних систем залпового вогню. Було 20 прильотів. За годину - ще 20 прильотів. Постраждалих та руйнувань не було, — повідомили у Сумській військовій адміністрації.

#### 14 липня
Опівдні військові ЗС РФ тричі обстрілювали територію Середино-Будської громади. Ворог випустив у напрямку села Рожковичі з боку російського села Грудська Севського району Брянської області близько 60 снарядів із ракетної системи залпового вогню. Про це повідомили у Telegram-каналі Поліції Сумської області. Також обстріли підтвердили на сторінці у Facebook Східного регіонального управлінні ДПСУ. За даними фактами відкриті кримінально провадження за ст. 438 Кримінального кодексу України «Порушення законів та звичаїв війни». Поліція документує наслідки обстрілів. Унаслідок обстрілів жертв не було.

#### 15 липня
Опівдні військові ЗС РФ обстріляли територію Середино-Будської міської громади з мінометів: 4 вибухи.

#### 17 липня
У ніч з 16 на 17 липня військові ЗС РФ відкривали автоматичні черги з крупнокаліберної зброї по околицям міста Середина-Буда. Після четвертої ранку з кулеметів випустили понад 10 черг, а потім ще 5 гранатометних пострілів, повідомив голова Сумської ОВА Дмитра Живицького. Після незначного затишшя, о пів на п'яту ранку - ще два постріли з міномету. Цю інформацію також підтвердили в Нацполіції Сумської області. Обійшлося без жертв.

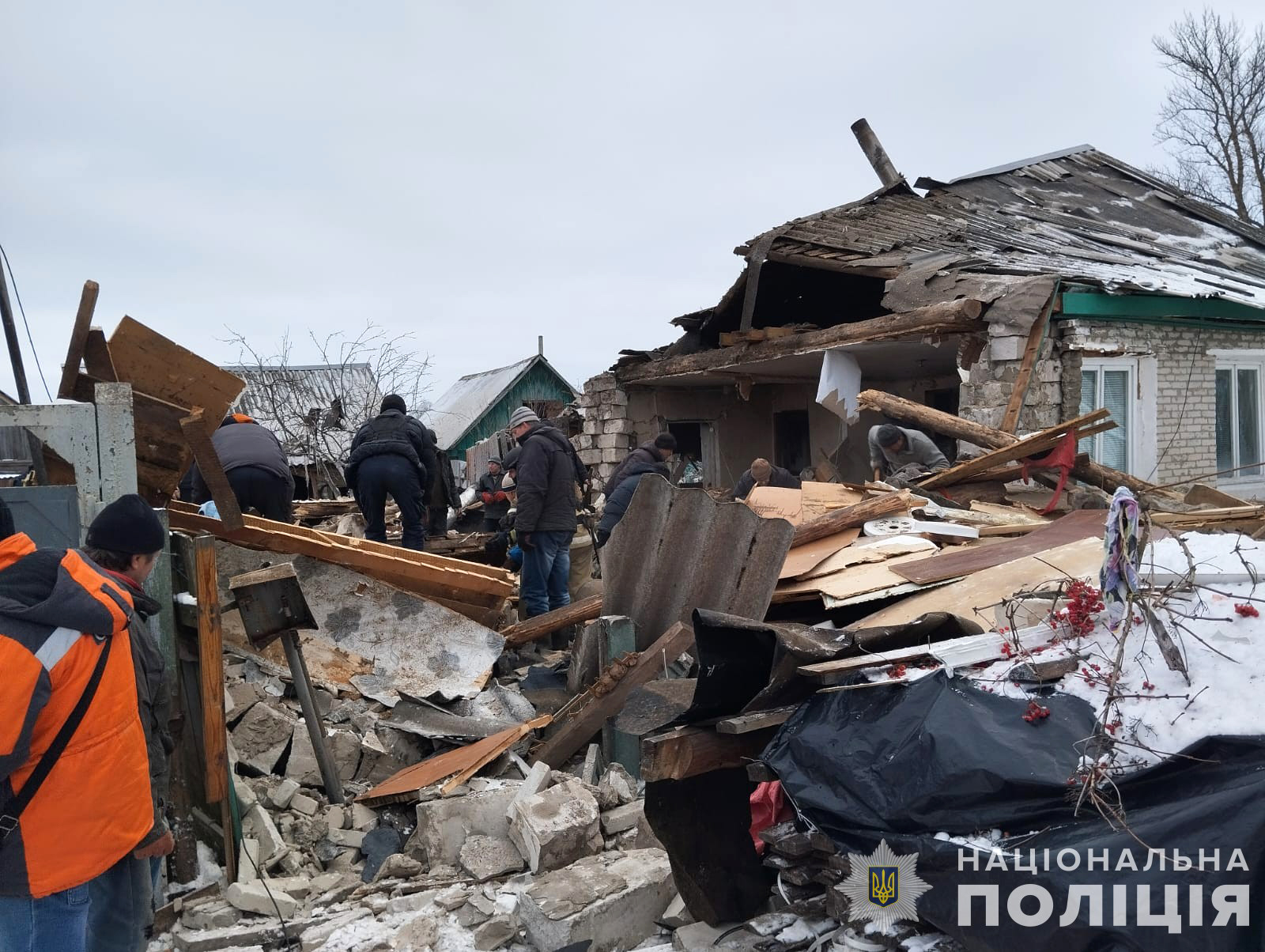
Будинок у Середині-Буді після обстрілу 28 листопада 2023

## 2023

#### 5 лютого
У Середино-Будській громаді о 13.00 ворог бив з мінометів. Зафіксовано 4 прильоти.

#### 21 березня
Росіяни скинули на територію Середино-Будської громади дві міни.

#### 22 серпня
У Середино-Будській громаді зафіксовано обстріли з мінометів. Унаслідок одного з обстрілів поранено чотирьох мирних жителів та пошкоджено сім приватних автомобілів. Також здійснено обстріл за допомогою дронів-камікадзе. Пошкоджено багатоповерхівку.

#### 13 вересня
Російських обстрілів зазнали Великописарівська, Есманська, Краснопільська, Юнаківська, Миколаївська. Хотінська, Середино-Будська, Новослобідська та Білопільська громади Сумської області.

#### 11 жовтня
Середино-Будську громаду обстріляли з мінометів, артилерії та дроном-камікадзе.

#### 22 листопада
"Протягом дня зафіксовано 17 обстрілів прикордонних територій та населених пунктів Сумської області. Зафіксовано 54 вибухи. Обстрілу зазнали Краснопільська, Юнаківська, Великописарівська, Білопільська, Новослобідська, Путивльська, Глухівська, Шалигинська, Знобсько-Новгородська, Есманська, Середино-Будська громади", - зазначається в повідомленні Сумської ОВА. Зокрема, росіяни обстріляли з мінометів громади: Краснопільську (5 вибухів), Есманську (18 вибухів), Середино-Будську (3 вибухи), Глухівську (1 вибух), Шалигинську (1 вибух), Новослобідську (1 вибух), Путивльську (6 мін), Зноб-Новгородську (5 вибухів).

#### 25 листопада
Із РСЗВ росіяни також обстріляли Середино-Будську громаду (12 вибухів).

#### 28 листопада
Російський обстріл міста з РСЗВ. Пошкоджено будівлю суду, два магазини та понад 7 приватних будинків. Троє людей загинули і троє поранені.

#### 2 грудня
За даними Сумської ОВА, росіяни обстріляли з мінометів громади: Великописарівську (22 вибухи), Краснопільську (14 вибухів), Середино-Будську (13 вибухів), Білопольську (11 вибухів), Есманську (6 вибухів).

#### 6 грудня
Середино-Будську громаду обстріляли з РСЗВ, зафіксували 10 вибухів, через обстріл отримали поранення 2 цивільні людини.

#### 7 грудня
Російські окупанти обстріляли з мінометів громади: Краснопільську (11 вибухів), Есманську (9 вибухів), Хотинську (4 вибухи), Великописарівську (6 вибухів) і Середино-Будську (2 міни).

#### 10 грудня
Середино-Будську громаду ворог обстріляв з мінометів (десять вибухів).
У ніч проти 10 грудня росіяни атакували Сумську область. Тут зафіксовано п'ять обстрілів та 14 вибухів. Під ударом перебували населені пункти Краснопільської, Зноб-Новгородської, Середино-Будської, Дружбівської громад. Росіяни атакували з мінометів, РСЗВ, скидали вибухівку з безпілотників.

#### 11 грудня
По Середино-Будській громаді ворог бив з РСЗВ (шість вибухів) та мінометів (дев’ять вибухів) Вночі зафіксовано 20 вибухів з АГС.

## 2024

#### 6 січня
Середино-Будська громада зазнала мінометного обстрілу (5 вибухів).

#### 22 січня
У Середино-Будській громаді були мінометні обстріли (8 вибухів).

#### 23 січня
По Середино-Будській громаді здійснено мінометний обстріл нараховано 2 вибухи.

#### 30 січня
У ️Середино-Будській зафіксовано ракетні обстріли некерованими авіаційними ракетами (НАР) з літака (8 вибухів), гранатометний обстріл (АГС) (5 вибухів).

#### 10 лютого
Через обстріл Середино-Будської громади пошкоджено газопровід та 3 приватні житлові будинки.

#### 19 лютого
Зафіксовано мінометний обстріл (18 вибухів).

#### 26 лютого
У Середино-Будській громаді були удари FPV-дронів (5 вибухів), мінометні обстріли (13 вибухів) та артилерійський обстріл (27 вибухів).

#### 27 лютого
У Середино-Будській громаді зафіксовано удари з мінометів (5 вибухів). Крім того, армійці РФ скинули 2 КАБ (2 вибухи).

#### 7 березня
Артилерійських обстрілів зазнали Середино-Будська (12 вибухів) і Хотінська (8 вибухів) громади.

#### 10 березня
По Хотінській громаді росіяни били з мінометів (4 вибухи), а на територію Середино-Будської скинули 24 міни.

#### 12 березня
Із реактивних систем залпового вогню окупанти обстріляли ️Середино-Будську та Великописарівську громади (4 вибухи).

#### 13 березня
По Середино-Будській громаді ворог скинув 15 мін, а також здійснено артилерійський обстріл (7 вибухів).

#### 16 березня
По Середино-Будській громаді росіяни вдарили з РСЗВ (5 вибухів), мінометів (17 вибухів), артилерії (3 вибухи) та здійснили обстріл БпЛА FPV-дрон-камікадзе (1 вибух).

#### 18 березня
Протягом дня росіяни здійснили 50 обстрілів прикордонних територій та населених пунктів Сумської області. Зафіксовано 214 вибухів. Обстрілу зазнали Миколаївська, Миропільська, Юнаківська, Хотінська, Білопільська, Краснопільська, Великописарівська, Конотопська, Шалигинська, Есманська, Середино-Будська громади", - зазначено в повідомленні Сумської ОВА. Війська РФ здійснювали обстріли з артилерії, мінометів, авіації, танків і дронів-камікадзе типу "FPV".

#### 19 березня
У Середино-Будській громаді зафіксовано артобстріл (5 вибухів) і обстріл дронами-камікадзе типу "FPV" (2 вибухи).

#### 20 березня
Середино-Будську ОТГ загарбники накривали вогнем із мінометів, атакували дронами-камікадзе та завдали авіаційного удару бомбами РБК-500 ШОАБ.
З 20 березня 2024 року Середино-Будська та Великописарівська громади, а з 1 січня Шалигинська та Есманьська громади знову отримали статус територій, де ведуться бойові дії.

#### 22 березня
Відбулися обстріли дронами-камікадзе типу "FPV" (10 вибухів), із гранатомета АГС (22 вибухи) і обстріл із РСЗВ (4 вибухи).

#### 23 березня
По Середино-Будській громаді ворожі війська завдали авіаудару НАР (3 вибухи).

#### 25 березня
Мінометного обстрілу зазнали Новослобідська (8 вибухів) і Середино-Будська (7 мін) громади.

#### 26 березня
Середино-Будська громада: здійснено мінометний обстріл (4 вибухи).

#### 28 березня
У Середино-Будській громаді сталися обстріли БпЛА (FPV-дрон) (2 вибухи), ракетний обстріл НАР (6 вибухів), мінометний обстріл (7 вибухів).

#### 27 березня
Середино-Будська громада: відбулися обстріл БпЛА (FPV-дрон), мінометний обстріл (2 вибухи) та артобстріли (7 вибухів).

#### 29 березня
Вночі та вранці росіяни здійснили 7 обстрілів прикордонних територій і населених пунктів Сумської області. Зафіксовано 35 вибухів. Обстрілу зазнали Хотінська (9 вибухів), Миропільська (5 вибухів), Краснопільська (9 вибухів), Великописарівська (6 мін), Зноб-Новгородська (4 вибухи), Середино-Будська (2 вибухи)громади
У ️Середино-Будській громаді були мінометні обстріли (6 вибухів).

#### 30 березня
Середино-Будська громада: 16 мін скинули росіяни на територію громади.

#### 31 березня
Середино-Будська громада: ворог бив з мінометів (37 вибухів).

#### 1 квітня
Середино-Будська громада: зафіксовано обстріл FPV-дроном (1 вибух), авіаудар з літака ракетами типу НАР (4 вибухи) та мінометний обстріл (3 вибухи). Внаслідок мінометного обстрілу поранено одну людину.

#### 2 квітня
По Середино-Будській громаді росіяни вдарили з артилерії (26 вибухів).

#### 3 квітня
8 мін скинули росіяни на територію Середино-Будської  громади.

#### 4 квітня
Був мінометний обстріл. Зафіксовано 8 вибухів.

#### 5 квітня
Росіяни вдарили з артилерії (26 вибухів) та мінометів (13 вибухів). Також нанесено FPV дроном камікадзе (12 вибухів).

#### 6 квітня
По громаді здійснено артилерійські обстріли (4 вибухи) та мінометний обстріл (4 вибухи).

#### 7 квітня
По громаді здійснено атаку FPV дрона камікадзе (1 вибух), мінометні обстріли (19 вибухів), артобстріл (12 вибухів).

#### 8 квітня
У Середино-Будській громаді ворог вдарив з РСЗВ (14 вибухів), мінометів (10 вибухів) та артилерії (5 вибухів).

#### 13 квітня
Здійснено артилерійські обстріли (11 вибухів) та мінометні обстріли (15 вибухів).

#### 14 квітня
У Середино-Будській громаді зафіксовано мінометний обстріл (5 вибухів), пуски ракет НАР (6 вибухів).

#### 16 квітня
Ворог бив по території громади з артилерії (34 вибухи) та мінометів (6 вибухів).

#### 19 квітня
2 міни скинули росіяни на територію громади.

#### 20 квітня
Здійснено артилерійський обстріл (2 вибухи), мінометні обстріли (26 вибухів), з ворожого БпЛА здійснено скид боєприпас типу «ВОГ».

#### 21 квітня
Найбільша кількість обстрілів із різних видів зброї була в таких громадах: Білопільській (44 вибухи), Есманьській (28 вибухів), Середино-Будській (28), Миколаївській (24 вибухи).

#### 22 квітня
На територію громади росіяни скинули 3 міни.

#### 23 квітня
По Середино-Будській громаді з території РФ здійснено мінометні обстріли (20 вибух), обстріли з РСЗВ (5 вибухів), артобстріл (10 вибухів). Крім того, ворожий дрон типу «FPV» здійснив  атаку (2 вибухи). Внаслідок обстрілу з мінометів отримала поранення одна цивільна особа.

#### 24 квітня
По громаді з  території  РФ здійснено  удар  дронами-камікадзе типу «FPV» (5 вибухів). Також був артобстріл (4 вибухи).

#### 25 квітня
Середино-Будську громаду загарбники атакували з мінометів (7 вибухів), ствольної артилерії (10 вибухів), здійснили атаку двома FPV-дронами (2 вибухи) і скинули 3 вибухові пристрої з БПЛА (3 вибухи).

#### 26 квітня
Середино-Будська громада: росіяни вдарили з артилерії (4 вибухи), міномету (4 вибухи). Крім того, з території РФ ворожі дрони типу «FPV» здійснили атаку (2 вибухи).

#### 27 квітня
З ворожого БПЛА здійснено скидання ВОГ (3 вибухи).

#### 28 квітня
По Середино-Будській громаді ворог бив з артилерії (6 вибухів).

#### 29 квітня
По Середино-Будській громаді ворог вдарив зі ствольної артилерії (28 вибухів).

#### 30 квітня
Були обстріли зі ствольної артилерії (36 вибухів).

#### 1 травня
По громаді здійснено обстріли зі ствольної артилерії (9 вибухів), обстріл з РСЗВ (4 вибухи).

#### 2 травня
Здійснено обстріли зі ствольної артилерії (1 вибух) та мінометів (16 вибухів).

#### 3 травня
Ворог вдарив по громаді зі ствольної артилерії (9 вибухів) та мінометів (14 вибухів).

#### 4 травня
По Середино-Будській громаді зафіксовано атаку FPV-дронів (3 вибухи), обстріл зі ствольної артилерії (8 вибухів).

#### 8 травня
15 мін скинули росіяни на територію громади. Також були обстріли з РСЗВ (8 вибухів), артилерії (10 вибухів), атаки FPV дронів (5 вибухів).

#### 9 травня
Середино-Будська громада: росіяни били з артилерії (23 вибухи) та здійснили атаку FPV дроном (1 вибух).

#### 10 травня
По Середино-Будській громаді росіяни вдарили з артилерії (14 вибухів). В результаті обстрілу отримала поранення місцева мешканка.

#### 12 травня
6 мін скинули росіяни на територію громади.

#### 13 травня
Росіяни вдарили з РСЗВ (7 вибухів).

#### 14 травня
На громаду здійснено атаку дронів-камікадзе типу «FPV» (9 вибухів), обстріл зі ствольної артилерії (7 вибухів) та мінометів (10 вибухів).

#### 15 травня
Зафіксовано удар дроном-камікадзе типу «FPV» (1 вибух) та мінометний обстріл (4 вибухи).

#### 16 травня
"Протягом дня росіяни здійснили 32 обстріли прикордонних територій та населених пунктів Сумської області. Зафіксовано 166 вибухів. Обстрілу зазнали Білопільська, Краснопільська, Великописарівська, Новослобідська, Глухівська, Есманьська, Шалигинська, Дружбівська, Середино-Будська, Зноб-Новгородська громади", - ідеться в повідомленні Сумської ОВА.

#### 17 травня
21 міну скинули росіяни на територію громади та здійснили скид із БпЛА вибухового пристрою (1 вибух), обстріл зі ствольної артилерії (2 вибухи), удар дроном-камікадзе типу FPV (1 вибух).

### 18 травня
"Протягом дня росіяни здійснили 46 обстрілів прикордонних територій та населених пунктів Сумської області. Зафіксовано 284 вибухи. Обстрілу зазнали Миколаївська, Хотінська, Юнаківська, Білопільська, Краснопільська, Великописарівська, Новослобідська, Есманьська, Шалигинська, Середино-Будська громади", - йдеться в повідомленні Сумської обласної військової адміністрації.

### 19 травня
"Уночі та вранці росіяни здійснили 9 обстрілів прикордонних територій та населених пунктів Сумської області. Зафіксовано 21 вибух. Обстрілу зазнали Хотінська, Юнаківська, Білопільська, Краснопільська, Есманьська та Серединно-Будська громади", - йдеться в повідомленні  Сумської обласної військової адміністрації.

### 20 травня
Протягом дня російські війська здійснили 48 обстріли прикордонних територій та населених пунктів Сумської області. Зафіксовано 243 вибухи. Обстрілів зазнали Садівська, Миколаївська, Хотінська, Юнаківська, Білопільська, Краснопільська, Миропільська, Великописарівська, Путивльська, Есманьська, Шалигинська, Середино-Будська, Свеська, Зноб-Новгородська громади, повідомляє Сумської обласна військова адміністрація.

### 21 травня
Здійснено мінометні обстріли громади (3 вибухи), атаку за допомогою дронів типу «FPV» (11 вибухів), артобстріл (1 вибух). В результаті у приміщенні міської ради вибиті вікна, а також загорілися приміщення всередині. Пожежу вчасно загасили, травмованих людей немає. Інформацію підтвердив Олег Загорський, в.о. голови Середино-Будської громади.

### 23 травня
Зафіксовано мінометний обстріл (3 вибухи).

### 24 травня
Здійснено мінометний обстріл (9 вибухів), ймовірно міномет 120 мм.. В результаті обстрілу пошкоджено 3 приватні житлові будинки.

### 25 травня
Зафіксовано артилерійський обстріл (4 вибухи).

### 26 травня
Ворог вдарив по громаді з мінометів (12 вибухів) та артилерії (9 вибухів).

### 27 травня
Зафіксовано мінометні (3 вибухи) та артилерійські (14 вибухів) обстріли громади.

### 28 травня
Ворог бив по громаді з артилерії (5 вибухів), мінометів (15 вибухів) та завдав удари з БпЛА (3 вибухи).

### 29 травня
Здійснено мінометний обстріл (3 вибухи), унаслідок чого поранено 1 людину.

### 1 червня
Росіяни вдарили з артилерії (14 вибухів).

### 3 червня
Здійснено мінометні обстріли (2 вибухи).

### 4 червня
Росіяни били по громаді з мінометів (12 вибухів) та артилерії (4 вибухи). Внаслідок обстрілу загинула одна людина.

### 8 червня
Зафіксовано атаку FPV дроном (1 вибух), мінометні (4 вибухи) та артилерійські (4 вибухи) обстріли.

### 9 червня
2 міни скинув ворог на територію громади.

### 15 червня
"Протягом дня росіяни здійснили 12 обстрілів прикордонних територій і населених пунктів Сумської області. Зафіксовано 25 вибухів. Обстрілів зазнали Юнаківська, Білопільська, Миропільська, Краснопільська, Великописарівська, Есманьська, Середино-Будська громади", - йдеться в повідомленні Сумської обласної військової адміністрації.

### 18 червня
Здійснено мінометний обстріл громади (5 вибухів).

### 19 червня
21 міну скинули росіяни на територію громади.

### 21 червня
По громаді здійснено удар FPV-дрона (1 вибух).

### 22 червня
Ворог бив по громаді з мінометів (2 вибухи), здійснив удари FPV-дронів (2 вибухи).

### 24 червня
По громаді здійснено удари FPV дронами (6 вибухів), обстріли з мінометів (6 вибухів) та артилерії (6 вибухів).

### 25 червня
Здійснено обстріл з використанням FPV дрона (1 вибух).

### 26 червня
Був мінометний обстріл громади (4 вибухи). Внаслідок обстрілу отримав поранення місцевий житель.

### 27 червня
Здійснено обстріли громади з використанням FPV дронів (4 вибухи), мінометів (2 вибухи), артобстріли (4 вибухи).

### 28 червня
Здійснено обстріл з використанням двох FPV дронів (2 вибухи), мінометний обстріл (3 вибухи), артобстріли (18 вибухів).

### 29 червня
Здійснено обстріл громада з використанням трьох FPV дронів (3 вибухи). Пошкоджений будинок побуту.

### 1 липня
Зафіксовано удар FPV дроном (1 вибух).

### 3 липня
Зафіксовано удар 1 FPV дроном (1 вибух), обстріли з артилерії (18 вибухів), міномету (3 вибухи). В результаті влучання в будинок культури в Середина-Буді ворожого артснаряду спалахнула пожежа..

### 6 липня
Зафіксовано обстріли зі ствольної артилерії (6 вибухів), мінометів (8 вибухів).

### 7 липня
Здійснено обстріли громади з артилерії (6 вибухів) та мінометів (6 вибухів) та удар FPV дроном (1 вибух).

### 9 липня
По громаді нанесено удари FPV-дронами (2 вибухи).

### 11 липня
По громаді нанесено удар FPV-дронами (7 вибухів). У результаті було поранено 2 цивільних осіб. Також був артобстріл (4 вибухи).

### 13 липня
Зафіксовано удари FPV дронами (2 вибухи).

### 14 липня
Ворог наніс удар FPV дроном (1 вибух).

### 15 липня
Зафіксовано обстріл громади з використанням 5 FPV-дронів «камікадзе» (5 вибухів).

### 16 липня
Здійснено скидання з БпЛА вибухових пристроїв (4 вибухи), артобстріл (4 вибухи), мінометний обстріл (4 вибухи).

### 18 липня
Відбулося скидання з БпЛА 1 вибухового пристрою (1 вибух).

### 23 липня
З території РФ 4 ворожі дрони типу «FPV» здійснили атаку (4 вибухи). Також був обстріл з кулемету.

### 24 липня
26 мін скинув ворог на територію громади.

### 25 липня
З території РФ здійснено обстріл FPV дронами (4 вибухи), артобстріл (2 вибухи).

### 28 липня
Зафіксовано обстріл з використанням 6 FPV дронів (6 вибухів).

### 29 липня
5 мін скинули росіяни на територію громади.

### 30 липня
Здійснено атаку FPV дронами (7 вибухів).

### 31 липня
Зафіксовано атаку FPV дронами (3 вибухи).

### 1 серпня
10 мін скинули росіяни на територію громади. Також ворог завдав ударів FPV дронами (3 вибухи).

### 2 серпня
12 мін скинули росіяни на територію громади.

### 3 серпня
З території РФ здійснено атаки FPV дронами (6 вибухів), обстріл з РСЗВ (8 вибухів), артобстріл (3 вибухи).

### 8 серпня
Ворог вдарив по громаді з мінометів (2 вибухи).

### 9 серпня
32 міни скинули росіяни на територію громади.

### 10 серпня
Зафіксовано удари FPV-дронів (3 вибухи), обстріл зі ствольної артилерії (4 вибухи).

### 11 серпня
2 міни скинули росіяни на територію громади. Також здійснено обстріл зі ствольної артилерії (6 вибухів).

### 12 серпня
Громаді завдано ударів FPV дронами (2 вибухи).

### 14 серпня
Ворог бив з РСЗВ (4 вибухи), артилерії (6 вибухів).

### 15 серпня
Були удари FPV дронами (7 вибухів).

### 16 серпня
Здійснено артилерійський обстріл (6 вибухів), удари FPV дронами (7 вибухів).

### 17 серпня
Ворог бив по громаді з артилерії (3 вибухи) та FPV дронами (6 вибухів).

### 18 серпня
Громаді завдано удару FPV дронами (8 вибухів), обстрілів з артилерії (15 вибухів) та мінометів (9 вибухів).

### 19 серпня
Зафіксовано обстріли FPV-дронами (10 вибухів), унаслідок чого двоє цивільних чоловіків, яким 44 та 47 років, отримали поранення.. Також був обстріл з мінометів (4 вибухи). «Близько 10-ти ворожих дронів атакували населення міста, що вибухали один за одним. Не гаючи ані хвилини, швидко рушив туди, адже почали палати будинки, в яких знаходились люди. Прибувши на місце влучань, дізнався, що двох поранених вже доставили до лікарні, проте місцеві повідомили про ще одну потерпілу літню жінку. Ворожий дрон поцілив прямо в її будинок, внаслідок чого отримала травму голову та не могла самостійно пересуватись. Разом з небайдужими жителями, швидко переніс жінку до авто та відвіз до лікарні», - розповідає поліцейський Максим Бордачов.

### 20 серпня
31 міну скинув ворог на територію громади. Крім того, зафіксовано обстріли FPV-дронами (8 вибухів).

### 21 серпня
Здійснено обстріли FPV-дронами (3 вибухи).

### 22 серпня
Ворог завдав авіаудару КАБ (2 вибухи), обстрілу з мінометів (4 вибухи), ударів FPV-дронами (9 вибухів). Крім того, відбулося скидання вибухових пристроїв з БпЛА (6 вибухів).

### 24 серпня
10 мін скинули росіяни на територію громади. Також були обстріли FPV-дронами (7 вибухів), унаслідок чого отримала поранення 1 цивільна особа.

### 25 серпня
16 мін скинули росіяни на територію громади.

### 26 серпня
Ворог бив по громаді з міномета (1 вибух), а також здійснив атаку FPV-дроном (1 вибух).

### 27 серпня
росіяни вдарили з артилерії (14 вибухів) і атакували громаду  FPV - дроном (1 вибух).

### 28 серпня
Ворог здійснив атаку громади FPV-дронами (4 вибухи) та мінометний обстріл (3 вибухи).

### 29 серпня
Ворог здійснив атаку громади FPV-дронами (11 вибухів), поранення отримали троє цивільних людей.

### 30 серпня
Ворог здійснив атаку FPV-дронами (2 вибухи) артилерійський (4 вибухи) та мінометний обстріли (3 вибухи).

### 1 вересня
Зафіксовано авіаудар FPV-дроном (2 вибухи).

### 2 вересня
Зафіксовано удар дроном-камікадзе типу FPV (5 вибухів), удари FPV-дронами (8 вибухів), через влучання поранена цивільна місцева мешканка, також ворог бив з міномета (6 вибухів).